# Petropavlivka, Simferopol
Petropavlivka (în ucraineană Петропавлівка) este un sat în comuna Dobre din raionul Simferopol, Republica Autonomă Crimeea, Ucraina.

## Demografie
Componența lingvistică a localității Petropavlivka
     Rusă (94,51%)
     Tătară crimeeană (4,4%)
     Ucraineană (1,1%)
Conform recensământului din 2001, majoritatea populației localității Petropavlivka era vorbitoare de rusă (94,51%), existând în minoritate și vorbitori de tătară crimeeană (4,4%) și ucraineană (1,1%).